# 팔미도
팔미도(八尾島)는 인천광역시 중구 무의동에 위치한 면적 75,670 m²의 무인도로, 인천항에서 약 15.7 km, 무의도에서 약 900 m 떨어져 있다.

## 개요
팔미도는 군사보호구역이어서 오랫동안 민간인이 출입할 수 없었으나, 민간인 출입을 통제한 지 106년 만인 2009년 1월 1일부터 개방되었다.
이 섬에는 1903년 한국 최초로 세워진 등대인 팔미도 등대가 있는데, 이 등대는 6.25전쟁의 인천상륙작전 당시 상륙함대의 이정표 역할을 했다. 2002년 2월 4일에 인천광역시 유형문화재 제40호로 지정되었다.

## 서식 중인 식물
팔미도에는 담쟁이 넝쿨, 칡, 해송, 패랭이꽃 등의 식물들이 서식하고 있다.

## 대중 교통
무의도에서 용선을 비정기적으로 운행하고 있으며, 20분이 소요된다.

## 같이 보기
- 팔미도 등대 - 인천광역시 유형문화재 제40호